# Вулиця Василя Стуса (Черкаси)
Вулиця Василя Стуса — вулиця в Черкасах.

## Розташування
Вулиця починається від вулиці Максима Кривоноса і простягається на південний захід, впирається у вулицю Івана Гонти.

## Опис
Вулиця неширока, асфальтована.

## Походження назви
Вулиця утворена 1926 року і названа Новий Побут. В роки німецької окупації перейменована на честь Гонти. Після війни перейменована в назву на честь Івана Крилова, російського письменника байкаря. З 25 лютого 2021 року рішенням Черкаської міської ради перейменована на честь поета Василя Стуса.

## Будівлі
По вулиці розташовані приватні будинки.